# Dyudengya
Dyudengya är en ort i Azerbajdzjan.   Den ligger i distriktet Nachitjevan, i den västra delen av landet, 400 km väster om huvudstaden Baku. Dyudengya ligger 826 meter över havet och antalet invånare är 3 927.
Terrängen runt Dyudengya är kuperad åt nordost, men åt sydväst är den platt. Dyudengya är det största samhället i trakten. 
Trakten runt Dyudengya består till största delen av jordbruksmark. Runt Dyudengya är det ganska tätbefolkat, med 90 invånare per kvadratkilometer.